# معركة فريدريكسبيرج
معركة فريدريكسبيرج (بالإنجليزية: Battle of Fredericksburg) هي معركة وقعت في الفترة من 11 إلى 15 ديسمبر عام 1862 في فريدريكسبيرج في فرجينيا وذلك فيما يعرف بالمسرح الشرقي للحرب الأهلية الأمريكية. كانت المعركة، بين جيش اتحاد بوتوماك بقيادة اللواء أمبروز بيرنسايد والجيش الكونفدرالي في شمال فرجينيا بقيادة الجنرال روبرت إي لي، كجزءً من هجمات جيش الاتحاد ضد القوات الكونفدرالية الراسخة على المرتفعات خلف المدينة. ويُذكر أنها واحدة من أكثر المعارك أحادية الجانب في الحرب، حيث بلغ عدد ضحايا الاتحاد أكثر من ضعف تلك التي عانى منها الكونفدراليون.
كانت خطة بيرنسايد هي عبور النهر عند فريدريكسبيرج في منتصف نوفمبر والسباق إلى العاصمة الكونفدرالية ريتشموند قبل أن يتمكن جيش لي من إيقافه. حالت التأخيرات البيروقراطية دون سيطرة بيرنسايد على الجسور الضرورية في الوقت المناسب، ونقل لي جيشه لإغلاق المعابر. وبالنهاية تمكن جيش الاتحاد أخيرًا من بناء جسوره، ومن ثم بدء القتال داخل المدينة في 11-12 ديسمبر. استعدت قوات الاتحاد لمهاجمة المواقع الدفاعية الكونفدرالية جنوب المدينة وعلى سلسلة من التلال المحصنة بقوة غرب المدينة المعروفة باسم مرتفعات ماري.
في 13 ديسمبر، جزء كبير من الجيش الاتحادي اختراق دفاعات الكونفدرالية في القسم الذي يقوده اللفتنانت جنرال ستونيوال جاكسون إلى الجنوب، ولكن تم صدهم في نهاية المطاف. وبعد ذلك أمر بيرنسايد قواته والتي يقودها إدوين ف. سومنر وجوزيف هوكر بالقيام بهجمات أمامية متعددة ضد اللفتنانت جنرال جيمس لونغ في مرتفعات ماري، ولكن القوات الكونفدرالية قامت بصدها وتكبدة قوات الاتحاد خسائر فادحة. والأخير وفي 15 ديسمبر، قام برنسايد بسحب جيشه، لينهي حملة فاشلة أخرى للاتحاد علي المسرح الشرقي.

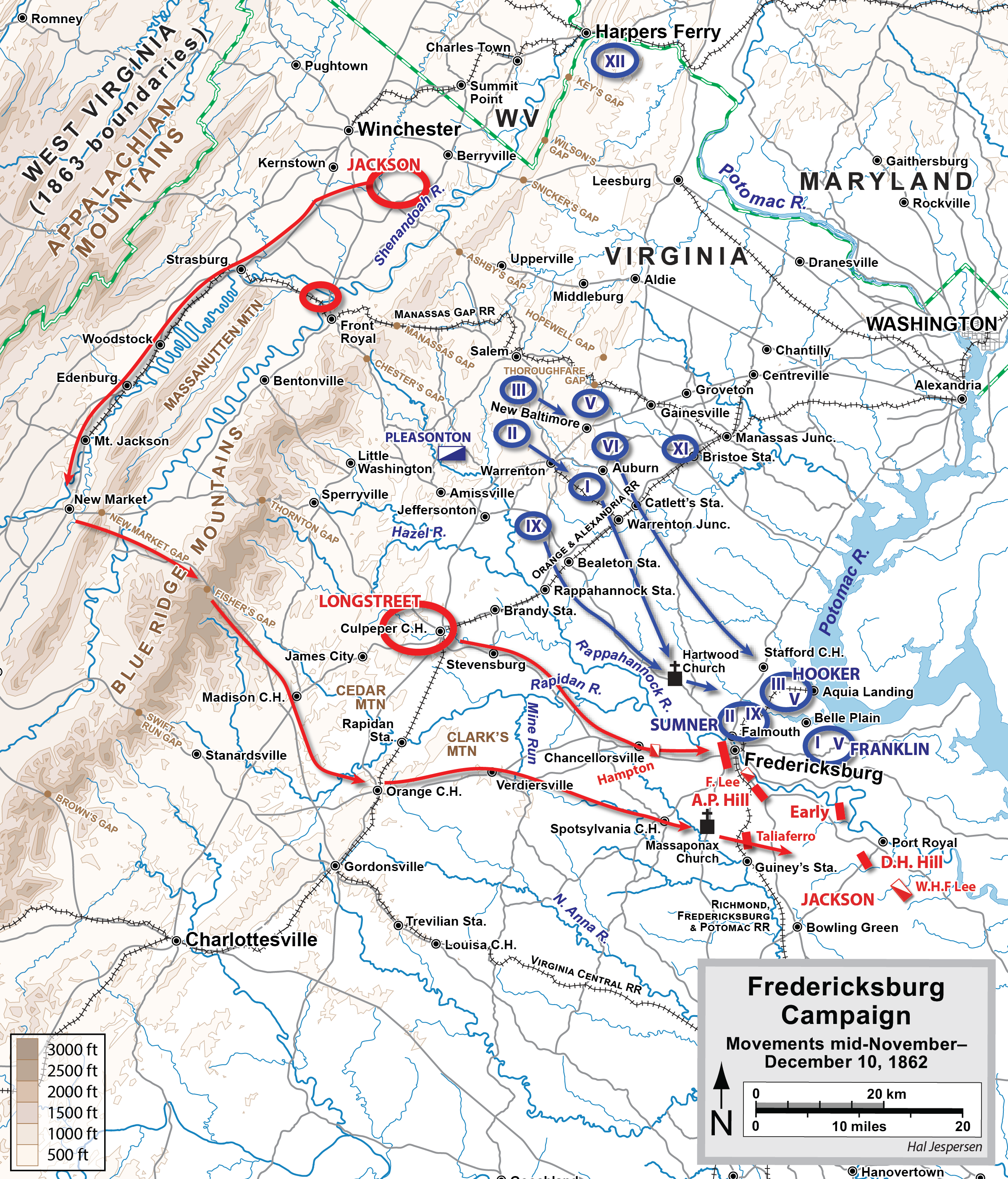
الحركات الأولية في حملة فريدريكسبيرغ
القوات الكونفدرالية

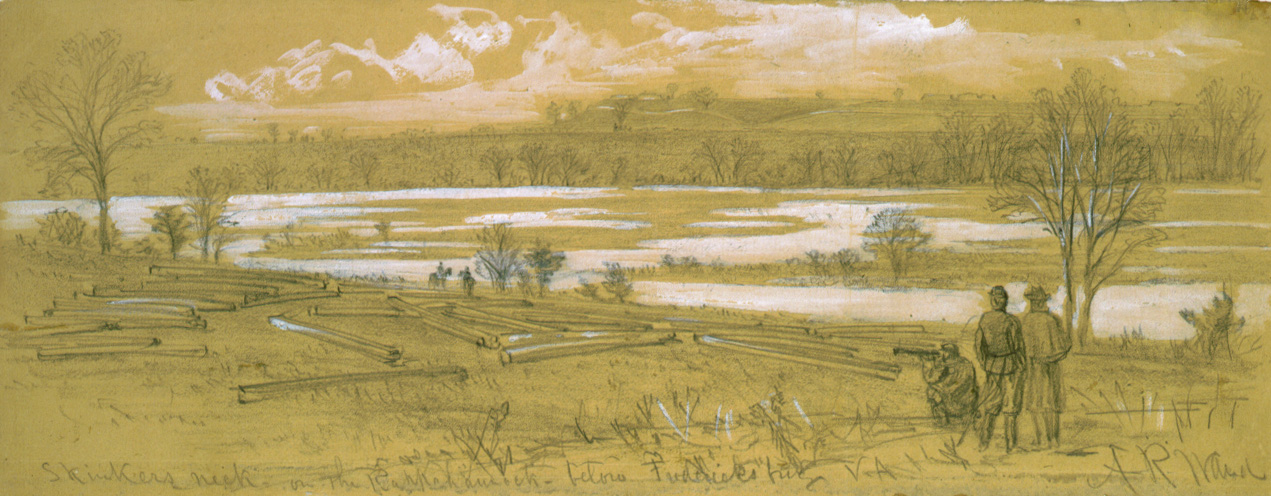
فريدريكسبيرج ، فيرجينيا ، 1862 رسم للفريد واود

## القوى المشاركة

### الاتحاد
| القادة الرئيسيون (جيش بوتوماك) |
| --- |
| - الميجور جنرال أمبروز إي بيرنسايد ، ( قائد ) - الميجور جنرال إدوين ف. سومنر ‏ ، شعبة الميمنة الكبري - الميجور جنرال جوزيف هوكر ، شعبة المركز الكبري - الميجور جنرال وليام فرانكلين ، الجناح الايسر الكبير |

قام بيرنسايد بتنظيم " جيش بوتوماك" الخاص به في ثلاثة أقسام تسمى " الانقسامات الكبرى" ، وهي التشكيلات التي تضم سلاح المشاة وسلاح الفرسان والمدفعية، التي تضم 120.000 رجل، منهم 114000 سيشاركون في المعركة.

### الكونفدرالية
| القادة الرئيسيون (جيش شمال فرجينيا) |
| --- |
| - الجنرال روبرت إي لي ، ( قائد ) - اللفتنانت جنرال جيمس لونغستريت ، الفيلق الأول - اللفتنانت جنرال ستون وول جاكسون ، الفيلق الثاني - الميجور جنرال JEB ستيوارت ، شعبة الخيالة |

كان لدى جيش روبرت إي لي في ولاية فرجينيا الشمالية ما يقرب من 79000 رجل، مع 72,500 للتعزيزات. تمت الموافقة على تنظيمه للجيش بموجب قانون صادر عن الكونغرس الكونفدرالي في 6 نوفمبر 1862.

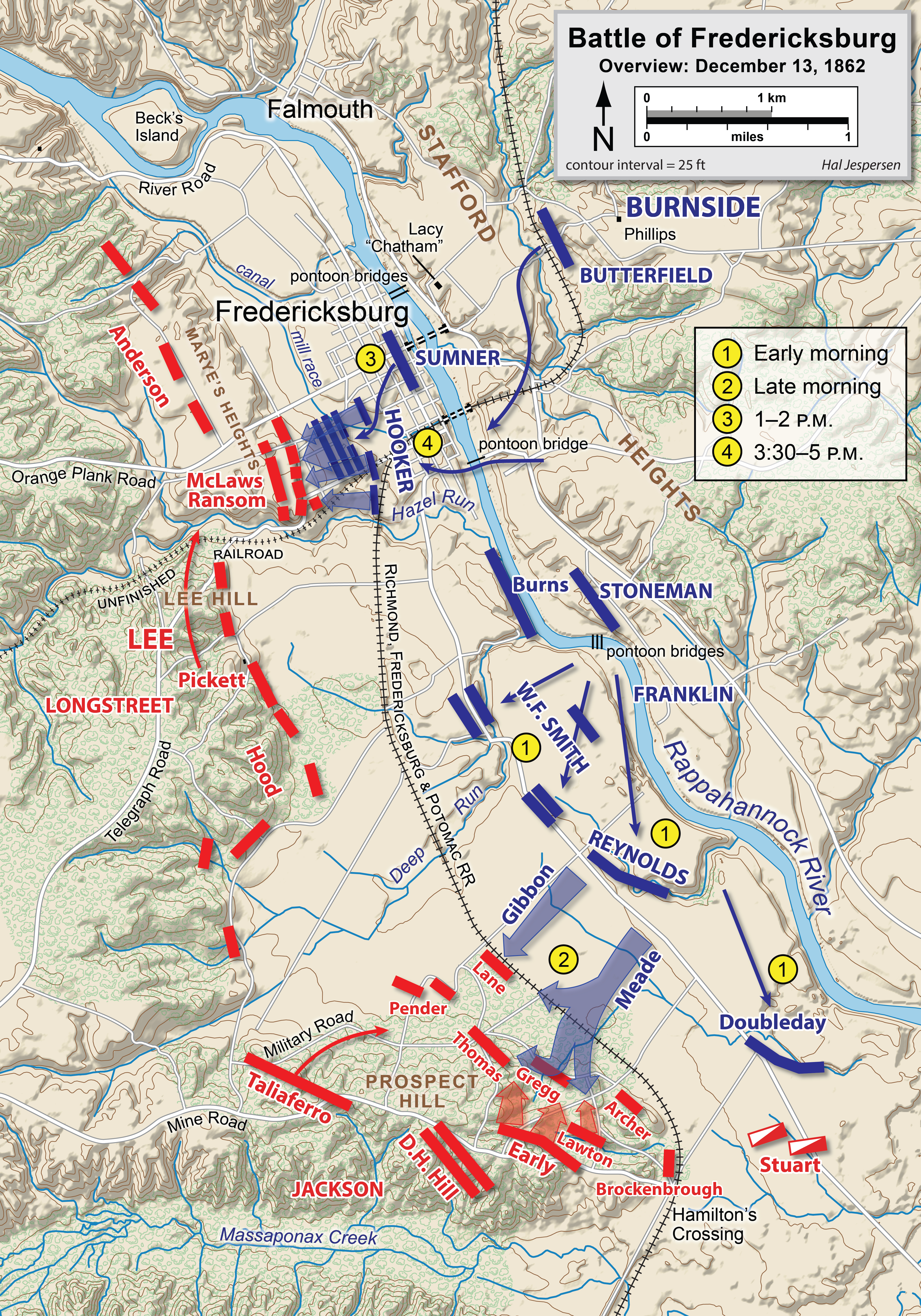
نظرة عامة على المعركة ، 13 ديسمبر 1862

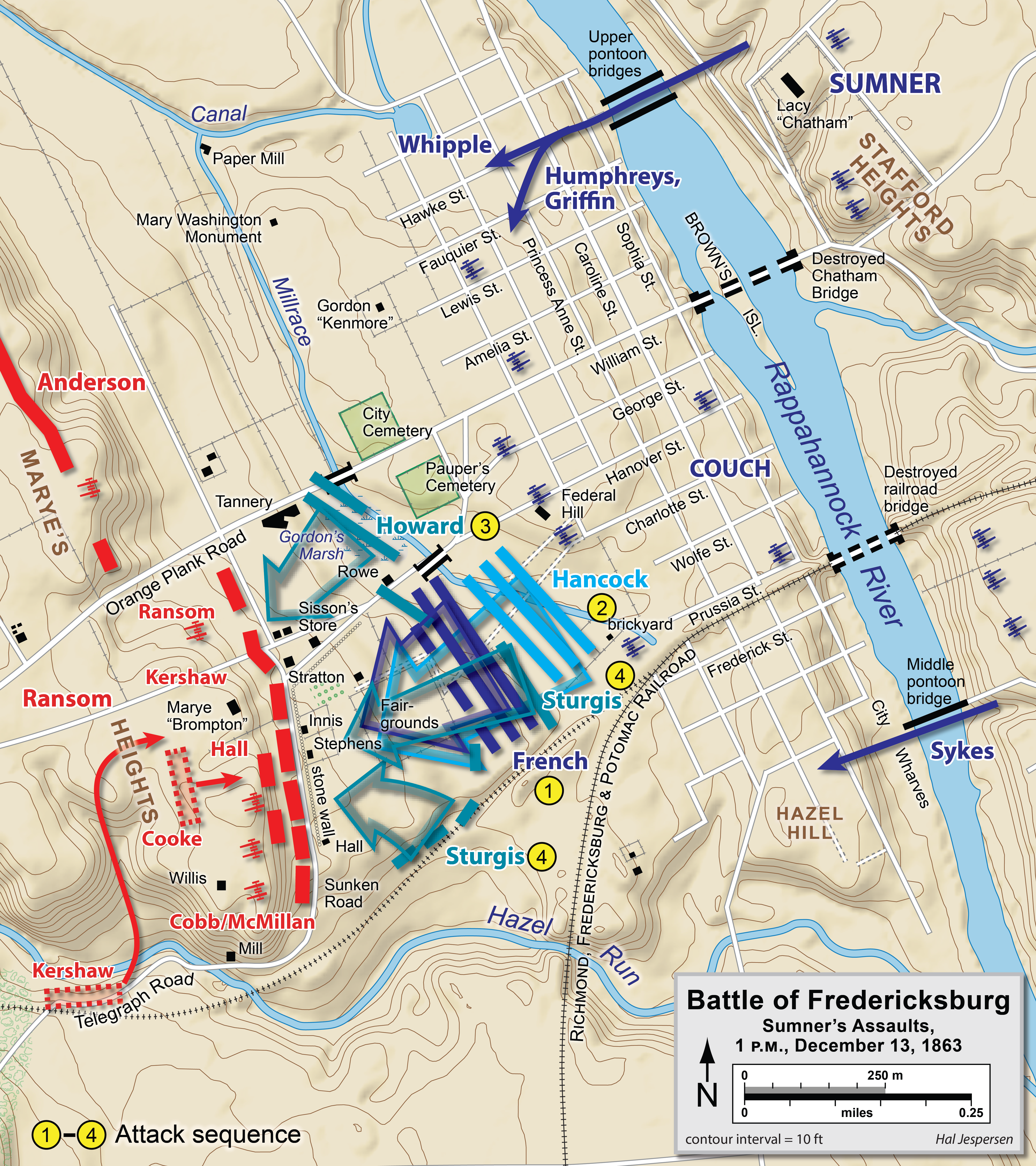
اعتداء سومنر ، 1:00 مساءً ، 13 ديسمبر 1862. كانت سلسلة هجمات من شعبة الاتحاد الفرنسية (الفيلق الثاني) ، وهانكوك (II) ، وهوارد (II) ، وستورجيس (IX).

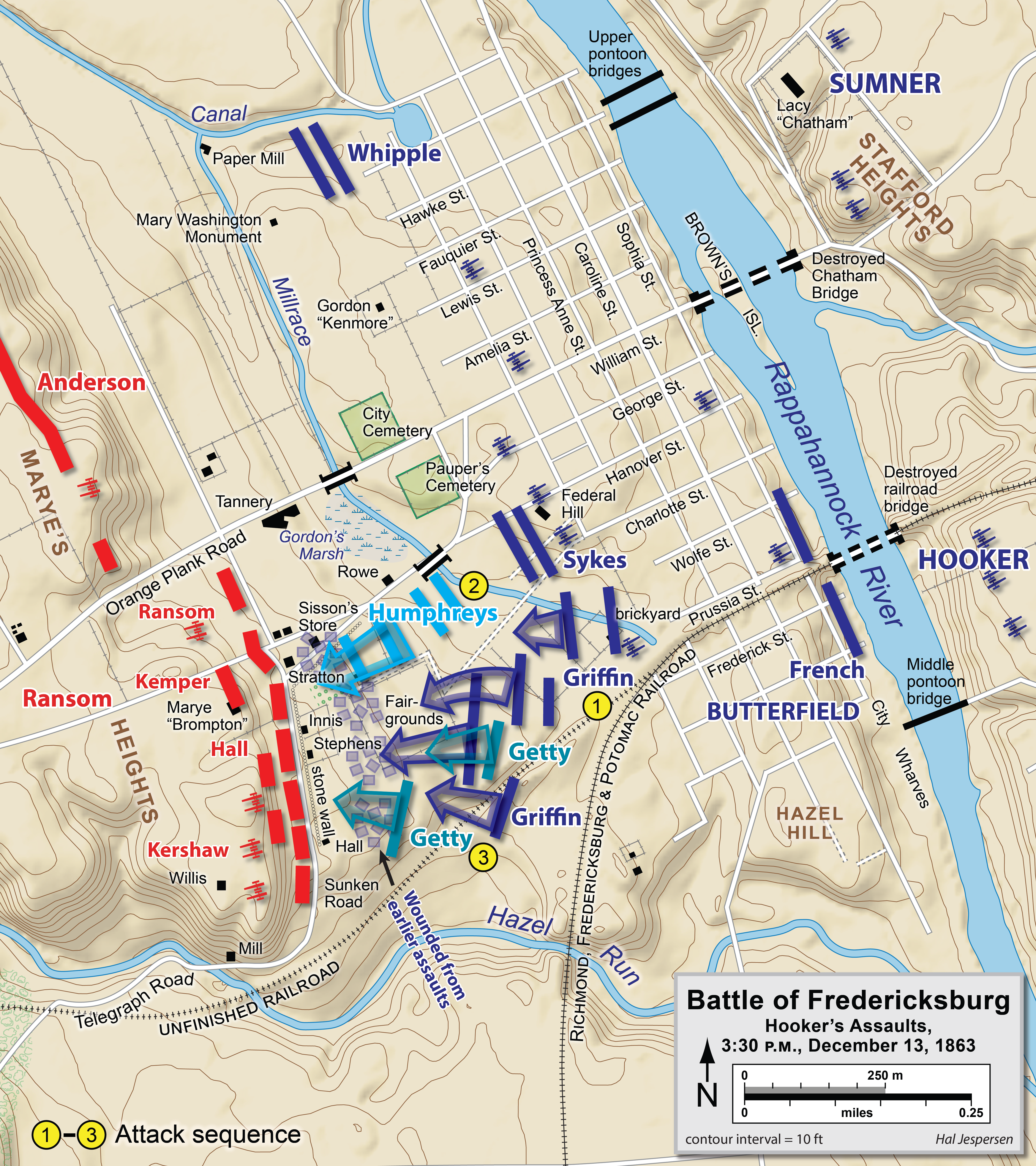
اعتداء هوكر ، 3:30 مساءً ، 13 ديسمبر 1862. سلسلة هجمات من الاتحاد عن طريق الفيالق الآتية : غريفين (الفيلق الخامس) ، همفريز (الخامس) ، وجيتي (التاسع).